# Bladsnijdersmier (soort)
De bladsnijdersmier (Acromyrmex octospinosus) is een mierensoort uit de onderfamilie van de Myrmicinae. De wetenschappelijke naam van de soort is voor het eerst geldig gepubliceerd in 1793 door Reich.
De mieren bijten de bladeren in kleine stukjes, die ze naar hun nest brengen. Daar worden ze gebruikt voor hun schimmeltuin. De mieren leven van de schimmel.